# Abásvara
Abásvara é uma palavra sânscrita que significa literalmente: “Os resplandecentes”. Foi o nome dado pelos budistas aos devas (deuses) que ocupam o duodécimo andar do céu.